# Nøglen under måtten
Nøglen under måtten er en amerikansk komediefilm fra 1960 instrueret af Billy Wilder.

## Plot
CC Baxter arbejder på et kontor i et forsikringsselskab, og udlåner sin lejlighed til sine kollegers udenomsægteskabelige affærer. Han håber på at blive forfremmet, og lader derfor gerne sin chef Sheldrake fornøje sig i lejligheden. Men Baxter kommer i et stor dilemma, da det viser sig at chefen har en affære med elevatorpigen Fran, som han selv er forelsket i. Skal han risikere sin forfremmelse til fordel for pigen han elsker?